# Honoré al V-lea, Prinț de Monaco
Honoré al V-lea (n. 13 mai 1778, Paris, Regatul Franței – d. 2 octombrie 1841, Paris, Franța) a fost Prinț de Monaco și Duce de Valentinois. Născut Honoré Gabriel Grimaldi a fost fiul cel mare al lui Honoré al IV-lea, Prinț de Monaco și Louise d'Aumont. A murit celibatar. A fost succedat de fratele său mai mic, Florestan I. 
Honoré al V-lea a avut un fiu nelegitim cu  Félicité Madeleine Honorée Gabrielle de Rouault de Gamaches, fiu care s-a născut la Paris, la 9 iunie 1814 și a murit la Saint-Germain-en-Laye la 15 iulie 1894, celibatar.